# جهانی دیگر (بازی ویدئویی)
جهانی دیگر (به انگلیسی: Another World) که با عنوان خارج از این جهان (به انگلیسی: Out of This World) در آمریکای شمالی و همچنین با عنوان جهان بیرونی (به انگلیسی: Outer World) در ژاپن هم شناخته می‌شود، یک بازی ویدئویی در سبک اکشن-ماجراجویی سکوبازی سینمایی است که توسط اریک شاهی برای شرکت دلفین سافتور ساخته شده‌است. بازی در مورد دانشمندی جوان به نام لستر (به انگلیسی: Lester) است که به دلیل نتیجه ناموفق یک آزمایش، خودش را در جهانی بیگانه می‌یابد که ناچار است برای زنده ماندن به مبارزه بپردازد.
بازی جهانی دیگر در یک دوره ۲ ساله توسط اریک شاهی و با کمک Jean-François Freitas در زمینه موسیقی و افکت‌های صوتی، توسعه یافت. شاهی به تنهایی اقدام به ساخت و توسعه موتور بازی، کامل کردن انیمیشن‌ها و گرافیک‌های هنری نمود. انیمیشن‌های این بازی به صورت گرافیک برداری (وکتور) و استفاده از روش روتوسکوپی برای حرکت شخصیت‌ها، تهیه گردیده و دلیل اصلی آن کاهش هزینه استفاده از حافظه سیستم اجرا کننده بازی، در این نوع گرافیک می‌باشد. او قصد داشت گیم‌پلی و نحوه روایت داستان بازی بدون وجود هیچگونه رابط و اینترفیس اضافی باشد.
این بازی در ابتدا برای آمیگا و آتاری اس‌تی طراحی شد و بعدها برای سکوهای Apple IIGS و داس هم عرضه شد و برای بسیاری از سکوهای آن دوره هم پورت شد. تلاش‌های بعدی در بازآفرینی موتور بازی باعث شد تا این بازی بر روی رایانه‌ها و کنسول‌های بازی مدرن و دستگاه‌های موبایل هم قابل اجرا شود. در سال ۲۰۰۶، چاهی به صورت مستقل یک نسخه «به مناسبت پانزدهمین سالگرد» از بازی جهانی دیگر را برای مایکروسافت ویندوز منتشر کرد که امکان اجرای بازی بر روی رایانه‌های مدرن به همراه جلوه‌های بصری باکیفیت‌تر فراهم می‌کرد. در سال ۲۰۱۱ هم یک نسخه «به مناسبت بیستمین سالگرد» از بازی منتشر شد و بعد از آن هم پورت‌هایی از بازی برای پلتفرم‌های آی‌اواس و اندروید منتشر شدند.
بازی جهانی دیگر در استفاده از جلوه‌های سینمایی، هم در جریان بازی و هم در صحنه قطع‌ها بسیار نوآور بود که باعث شد بازی از منتقدین بازخوردهای مثبت دریافت کند و به موفقیت تجاری برسد. این بازی الهام‌بخش تعدادی دیگر از بازی‌های مشهور ویدئویی از جمله ایکو، متال‌گیر سالید، سایلنت هیل و پروژه بعدی کمپانی دلفین با نام فلاش‌بک بوده‌است.

## گیم‌پلی
جهانی دیگر یک بازی سکوبازی است و بازیکن در آن با استفاده از صفحه‌کلید، دسته، اهرمک بازیکن اصلی را کنترل می‌کند. بازیکن اصلی می‌تواند حرکاتی مانند پرش، دویدن، حمله کردن، و دیگر حرکات وابسته به موقعیت بازی همچون تاب دادن یک قفس به جلو و عقب را انجام دهد. در قسمت‌های اول بازی، لستر غیرمسلح است و تنها می‌تواند به خزندگان کوچک با پا ضربه بزند و آن‌ها را نابود کند. اما در برابر موجوداتی غیر از این خزندگان همانند حیوانات وحشی و انسان‌های بیگانه که بومی سیاره ناشناس هستند، بی‌دفاع است.
لستر بعدها در بازی یک اسلحه لیزری بدست که متعلق به یکی از دشمنان است را بدست می‌آورد. این اسلحه سه قابلیت مختلف دارد: یک حالت تیراندازی استاندارد، توانایی ایجاد زره‌هایی برای محافظت در برابر تیرهای دشمن و یک شلیک نیرومند که می‌تواند برخی از دیوارها و همین‌طور زره‌های لیزری که دشمنان برای محافظت از خود ایجاد کرده‌اند را نابود کند. در نهایت لستر یک توپ پلاسما بدست می‌آورد که از آن می‌تواند همانند یک نارنجک برای نابود کردن دشمنان استفاده کند (این توپ در نسخه اصلی که برای آمیگا منتشر شد وجود نداشت). دشمنان هم قابلیت‌های مشابهی دارند و بازیکن باید هم از توانایی‌هایی که اسلحه‌اش دارد و هم از ویژگی‌های محیط بازی برای غلبه بر دشمنان استفاده کند.
لستر و دوست بیگانه‌اش (که در اوایل بازی با او آشنا می‌شود) نمی‌توانند هیچگونه آسیبی را تحمل کنند، و به محض اینکه هر کدام از آن‌ها مورد اصابت گلوله قرار بگیرند یا یک حیوان وحشی یا دام‌های محیطی به آن‌ها برخورد کند، بازی خاتمه می‌یابد. با این حال بازی تعداد زیادی نقطه ذخیره دارد که بازیکن می‌تواند از همان‌جا به صورت نامحدود بازی خود را از سر گیرد. در آمیگا و کنسول‌های قدیمی که توانایی ذخیره بازی را نداشتند، هر بخش از بازی یک کد منحصر به فرد داشت که بازیکن می‌توانست آن را در جایی یادداشت کرده و بعدها پس از راه اندازی مجدد بازی، مجدداً آن را وارد کند و بازی را از همان بخش از سر گیرد. بازیکن هیچ سرنخی از اینکه قرار است در ادامه چه کاری انجام دهد ندارد. همچنین بازی فاقد یک نوار سلامت است (به جز مواقعی که بازیکن در حال شنا کردن است) و هیچ متنی هم بر روی صفحه نمایش نمی‌یابد و کاراکترهایی که در بازی ملاقات می‌شود، به یک زبان بیگانه غیرقابل تشخیص صحبت می‌کنند.

## داستان
نقش اصلی بازی Lester Knight Chaykin، فیزیکدان نابغه جوان است. در تکه فیلم ابتدایی بازی، در حالیکه هوا رعد و برقی است، لستر با یک فراری ۲۸۸ جی‌تی‌او به آزمایشگاه زیرزمینی خود که دارای فناوری‌های پیشرفته‌ای است، می‌رود تا بر روی آزمایش جدیدش با استفاده از شتاب‌دهنده ذرات مشغول شود که در آن سعی دارد اتفاقاتی که بلافاصله پس از به وجود آمدن جهان رخ داده بود را بازسازی کند. بلافاصله پس از اینکه ذرات به حد مورد نیاز خود می‌رسند، یک صاعقه به آزمایشگاه برخورد می‌کند و باعث تداخل در کار شتاب‌دهنده می‌شود که باعث به وجود آمدن همجوشی ذره‌ای پیش‌بینی نشده می‌شود و با رخ دادن یک انفجار، دریچه‌ای در فضازمان گشوده می‌شود و لستر را به یک سیاره خشک و بیگانه منتقل می‌کند.
لستر پس از فرار کردن از دست یک حیوان وحشی، توسط چند نفر از انسان‌نماهای بومی آن سیاره دستگیر می‌شود و به یک زندان زیرزمینی منتقل می‌شود. لستر به همراه یک زندانی دیگر که با عنوان «رفیق» شناخته می‌شود از قفسی که در آن زندانی هستند می‌گریزند و وارد یکسری محیط‌های خطرناک می‌شوند و باید با دشمنان و جانوران وحشی مبارزه کنند و به حل کردن تعدادی پازل و معما بپردازند و سعی کنند اسیر دشمن نشوند تا زنده بمانند. آن دو از میان یک زندان، غار و یک برج گذر می‌کنند. در پایان بازی، لستر توسط یکی از دشمنان مجروح می‌شود، اما با کمک دوست بیگانه‌اش، موفق به کشتن مهاجم شده و می‌گریزد. پس از رسیدن به بالای برج، لستر که بی‌حال و مجروح افتاده‌است به کمک دوست بیگانه‌اش بر روی یک جانور شبه دیوپکفالوس سوار شده و در دوردست‌ها پرواز می‌کنند.

## توسعه بازی

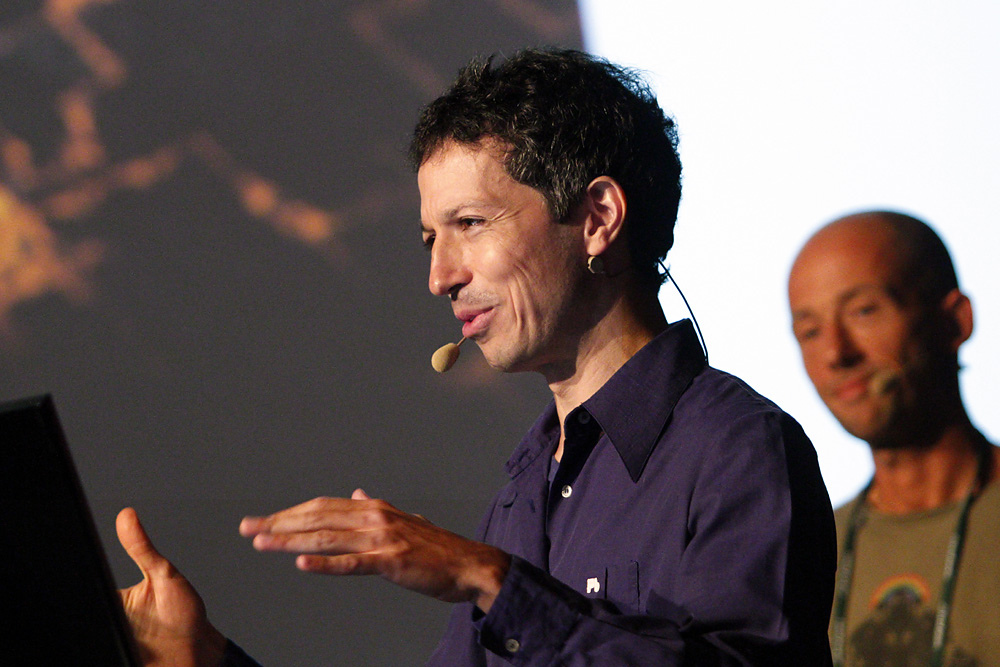
اریک شاهی طراح فرانسوی بازی های ویدیویی در کنفرانس توسعه دهندگان بازی 2010 سخنرانی می کند.

اریک شاهی طراح فرانسوی قبل از ساخت جهانی دیگر، کار خود را در زمینه برنامه‌نویسی و طراحی گرافیک از سال ۱۹۸۳ در صنعت بازی‌های ویدئویی آغاز کرد. او به همراه پال کیوست طراحی بازی ماجراجویی به نام جنگ‌های آینده را برای کمپانی دلفین سافتور شروع کردند که با موفقیت همراه بود. همین مسئله باعث شد تا اریک شاهی شانس این را داشته باشد که طراحی بازی جهانی دیگر را بدون هیچ‌گونه فشار و محدودیتی برای این کمپانی آغاز نماید. بعد از انتشار بازی جنگ‌های آینده در سال ۱۹۸۹، اریک شاهی به همراه کیوست کار خود را بر روی پروژه بعدی آغاز کردند، و با وجود کتاب‌ها و برنامه‌های زیادی که در آن دوران برای راحتی کار برنامه‌نویسان بر روی کامپیوترهای آمیگا دردسترس بود، شاهی تصمیم گرفت به کار برنامه‌نویسی بازگردد.
اتمسفر و فضای هنری جهانی دیگر الهام گرفته از رمان‌های علمی تخیلی، مانند تل‌ماسه و هنرمندانی همچون مایکل ویلان و طراحان کامیک بوک مانند ریچارد کوربن بود. افکت‌های ویژه به کار رفته در بازی جهانی دیگر مانند خطوط باریک برای القای حرکت سریع شخصیت‌ها و قابلیت شارژ اسلحه لیزری الهام گرفته شده از مانگای دراگون بال اثر آکیرا توریاما بود. سبک هنری خاص و اتمسفر بازی نیز الهام گرفته از فضاهای کاری هنرمندانی همچون فرانک فرازتا، برنی رایتسون و زجیسواف بکشینسکی بود که آثارشان در سبک هنرهای فانتزی و البته رمان هایبریون بود. لیزرها و پرتوهای لیزری درون بازی نیز از مجموعه جنگ ستارگان توسط اریک شاهی الهام گرفته شده بود.

## انتشار
بازی در ابتدا در سال ۱۹۹۱ برای آمیگا و آتاری اس‌تی منتشر شد که با وضوح تصویر ۲۰۰×۳۲۰ پیکسل اجرا می‌شد. این نسخه‌ها تست بازی کمتری نسبت به دیگر نسخه‌ها داشتند، اما توانایی‌های سکوی آمیگا در صداگذاری باعث شد تا کیفیت صدای بازی نسبت به دیگر نسخه‌ها از کیفیت بالاتری برخوردار باشد. نسخه‌ای که برای Atari ST منتشر شد هم با نسخه آمیگا یکسان بود اما صدای آن کیفیت پایین‌تری داشت و رنگ‌ها هم در مقایسه با نسخه‌های همدوره‌اش از شدت کمتری برخوردار بودند. این نسخه‌ها مجهز به چرخ کد بودند که ایجاد کپی‌های غیرمجاز از بازی را سخت می‌کرد و بازیکن را مجبور می‌کرد تا یکسری کد را وارد کند که از چرخ کدی پیدا می‌شد که به همراه بازی عرضه می‌شد. بازیکن باید به منظور بارگذاری مجدد بازی، چرخ را مطابق با اعدادی که بر روی صفحه‌نمایش درخواست شده بودند، می‌چرخاند.

## بازخوردها
بازی جهانی دیگر تحسین گسترده منتقدین را به همراه داشت. آمیگا ورلد بازی جهانی دیگر را در فهرست برترین بازی‌های جدید آمیگا در سال ۱۹۹۲، در جایگاه نخست قرار داد و الکترونیک گیمینگ مانثلی هم بازی جهانی دیگر را به عنوان نوآورترین بازی جدید سال نامید. بازی از نظر تجاری هم موفق بود و حدود یک میلیون کپی از آن در دهه ۱۹۹۰ بفروش رفت. در سال ۲۰۱۲، بازی جهانی دیگر جز ۱۴ بازی اولی بود که وارد در نمایشگاه هنر بازی‌های ویدئویی در موزه هنر مدرن شد.
در سال ۲۰۰۷، کریستن رید از یوروگیمر بازی جهانی دیگر را یکی از «رویایی‌ترین و خاطره‌انگیزترین بازی‌های زمان خودش» نام نهاد. در سال ۲۰۱۰، جان واکر از یوروگیمر که نسخه «بمناسبت پانزدهمین سالگرد» را نقد می‌کرد، آن را «هنوز هم کاملاً زیبا» معرفی کرد و شیوه هنری بازی را فوق‌العاده توصیف کرد.